# Proserpinus
Proserpinus là một chi bướm đêm thuộc họ Sphingidae.

## Phân loại
Chi này gồm các loài:
- Proserpinus clarkiae (Boisduval, 1852)
- Proserpinus flavofasciata Walker, 1856
- Proserpinus gaurae (JE Smith, 1797)
- Proserpinus juanita (Strecker, 1876)
- Proserpinus lucidus Boisduval, 1852
- Proserpinus proserpina (Pallas, 1772): Nhậy lớn Willowherb
- Proserpinus terlooi Edwards, 1875
- Proserpinus vega (Dyar, 1903)

## Hình ảnh

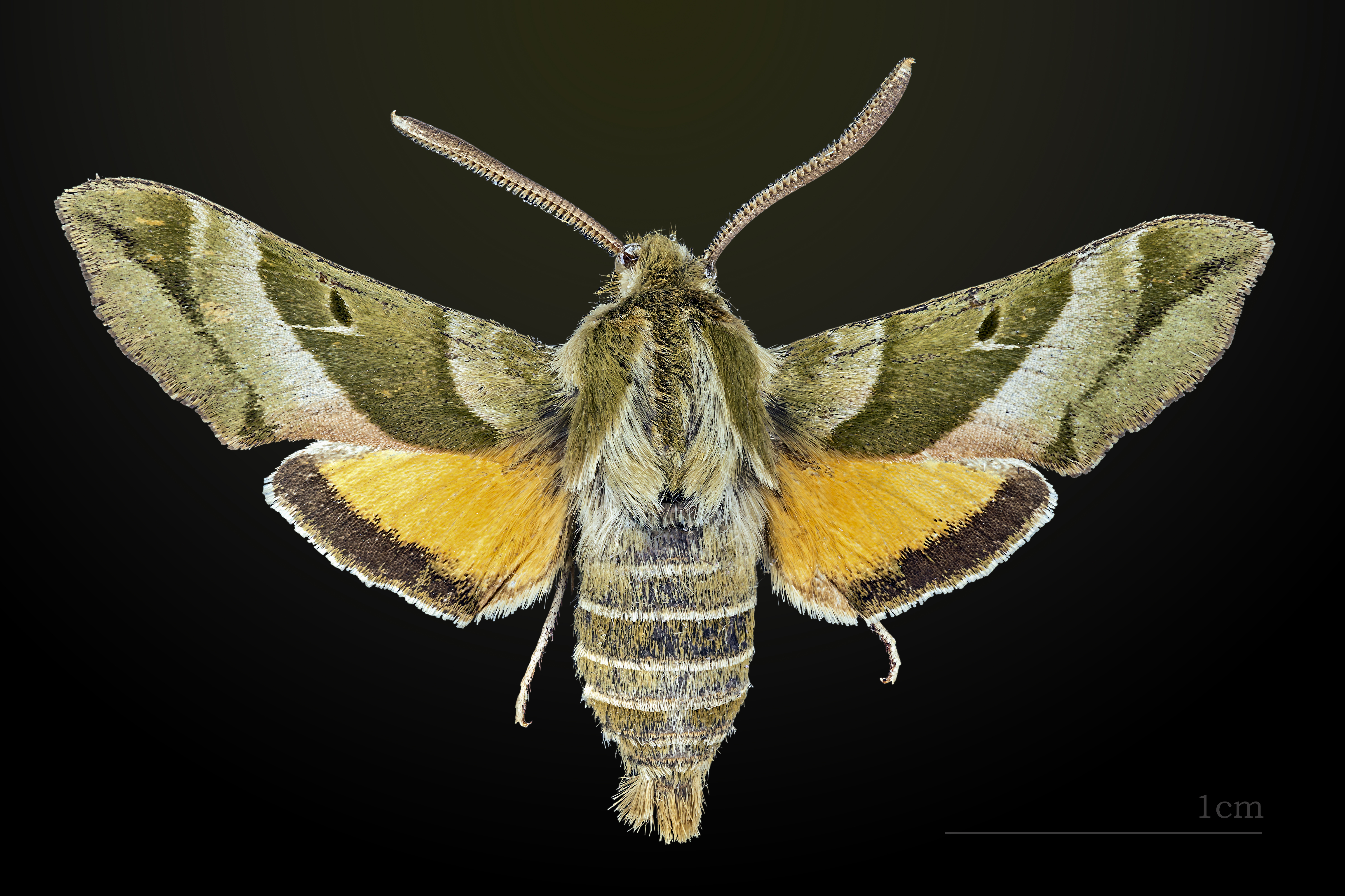
Proserpinus clarkiae
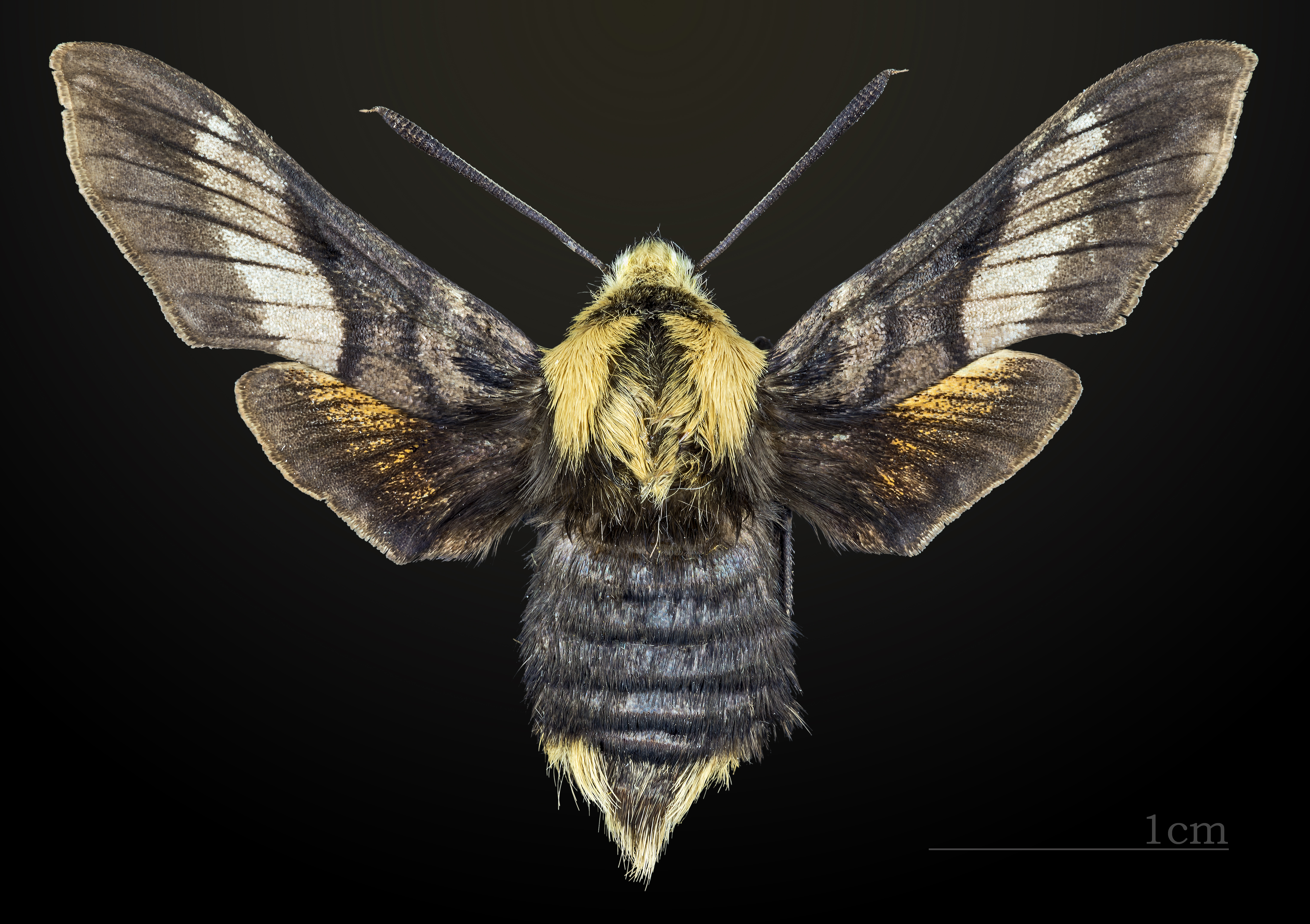
Proserpinus flavofasciata
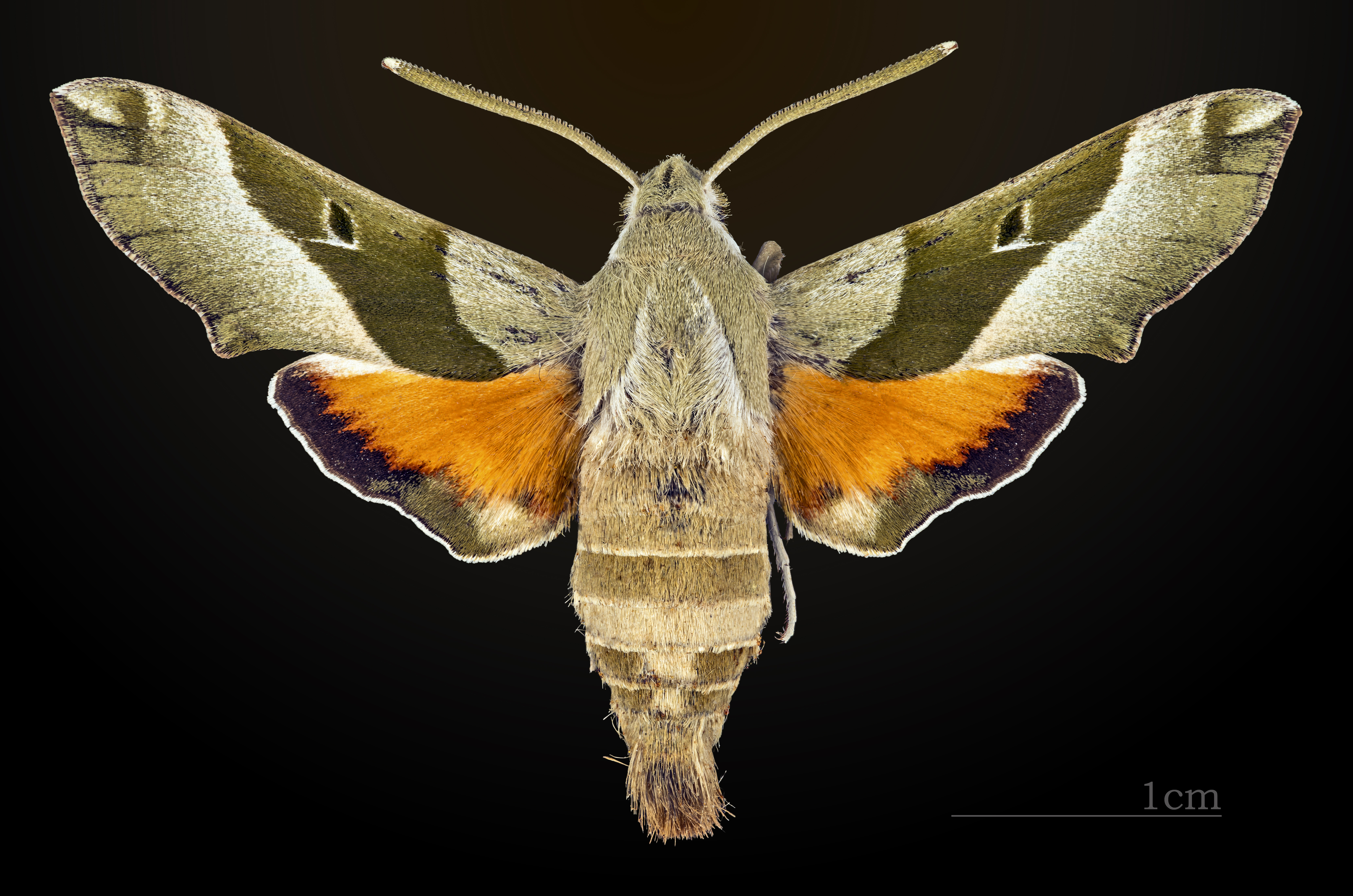
Proserpinus juanita
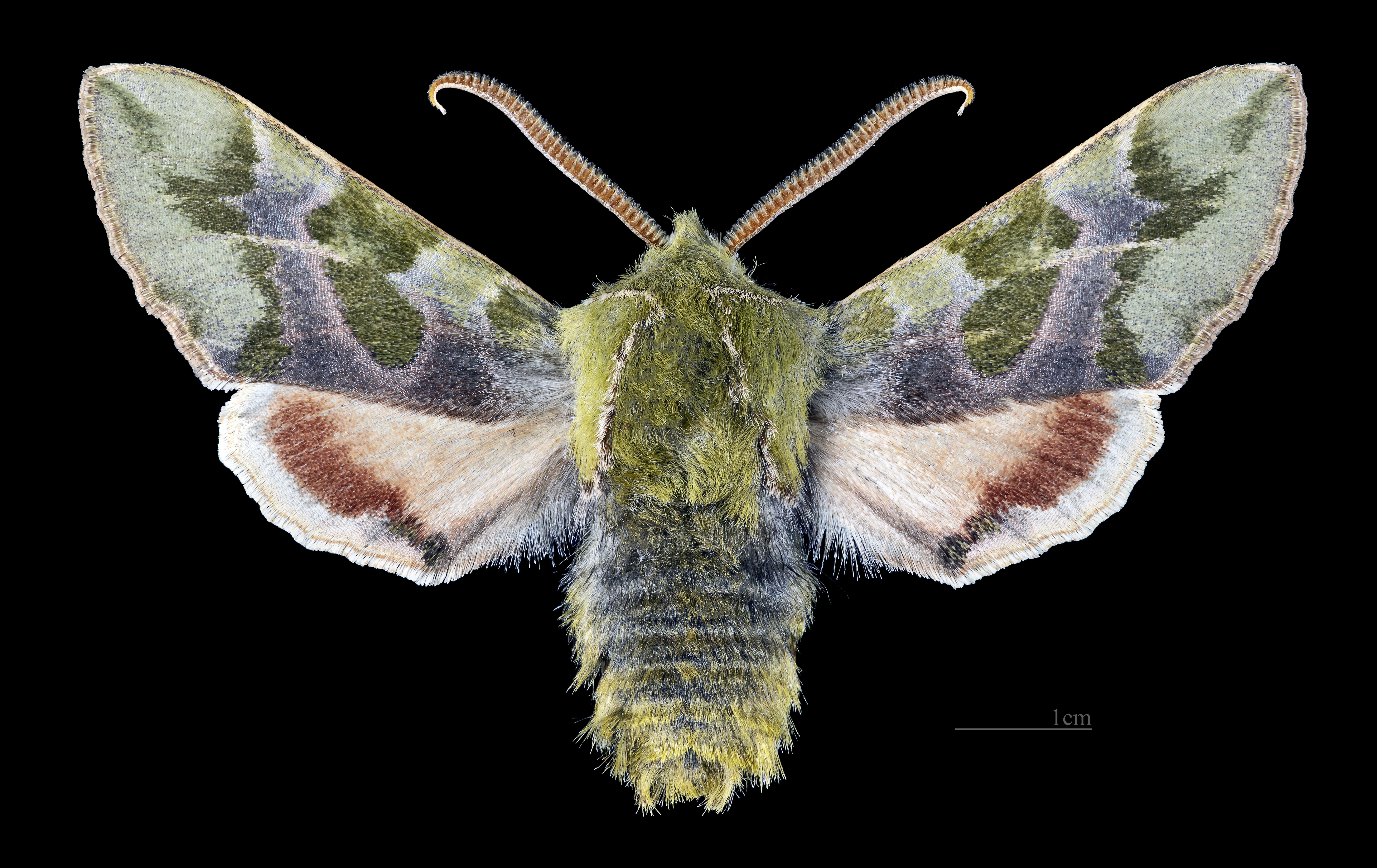
Proserpinus lucidus
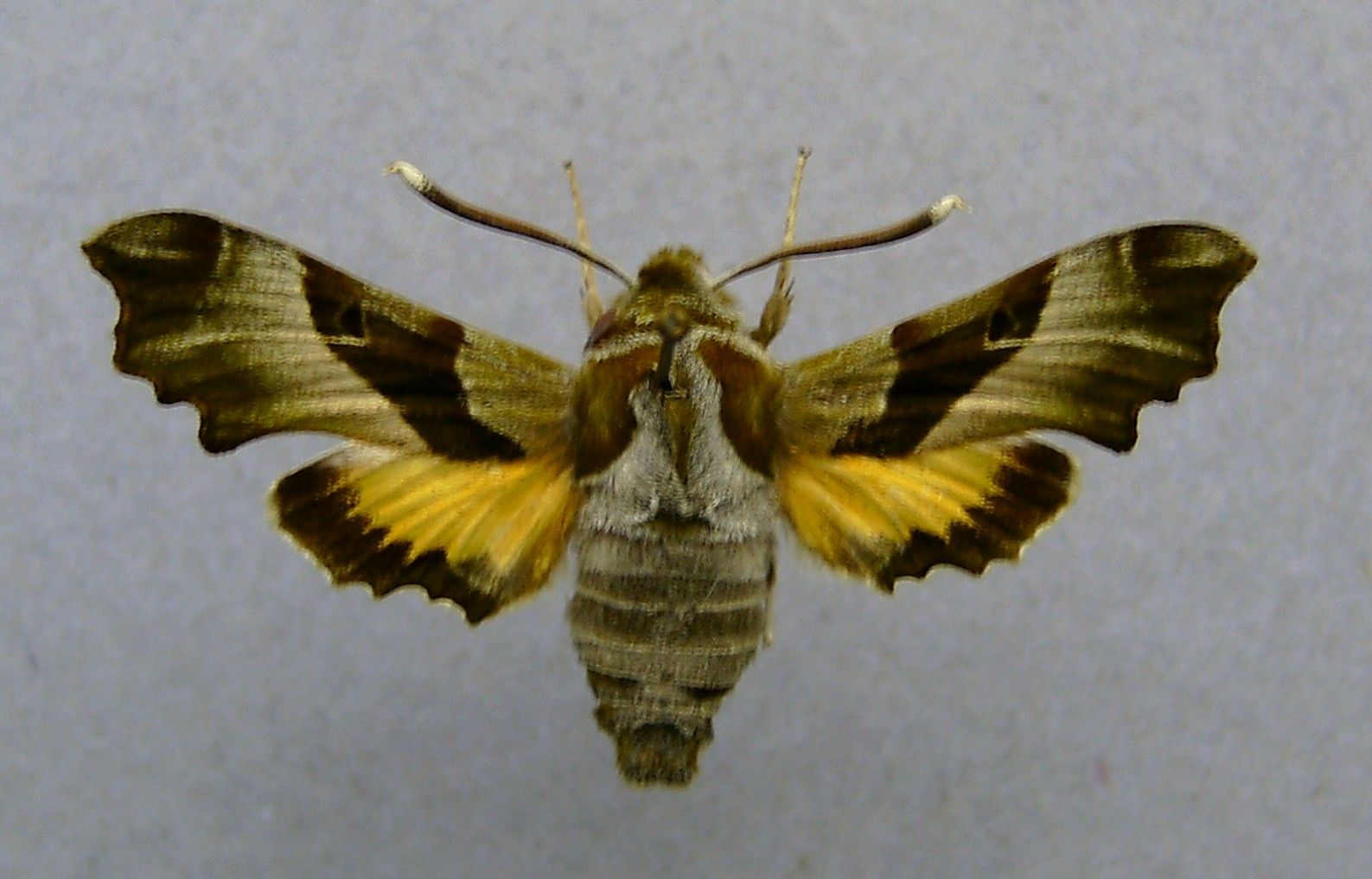
Proserpinus proserpina